# Jean-Pierre Rhyner
Jean-Pierre Rhyner (Zurigo, 16 marzo 1996) è un calciatore svizzero con cittadinanza peruviana, difensore del Vizela.

## Biografia
È in possesso della cittadinanza peruviana grazie alle origini della madre, nativa del paese sudamericano.

## Caratteristiche tecniche
È un difensore centrale molto fisico e abile nel gioco aereo.

## Carriera

### Club
Cresciuto nel settore giovanile del Grasshoppers, ha esordito in prima squadra il 16 agosto 2015, nella partita di Coppa Svizzera vinta contro il Cham per 1-4. Il 30 gennaio 2017 viene ceduto in prestito allo Sciaffusa, restando poi con la squadra giallo-nera fino al gennaio seguente.

### Nazionale
Ha disputato due amichevoli con la nazionale under-20 peruviana nel 2014, non venendo poi convocato per il Sudamericano 2015. In seguito ha poi giocato con l'under-20 e con l'under-21 della Svizzera.

## Statistiche

### Presenze e reti nei club
Statistiche aggiornate al 31 marzo 2018.
| Stagione            | Squadra             | Campionato          | Campionato | Campionato | Coppe nazionali | Coppe nazionali | Coppe nazionali | Coppe continentali | Coppe continentali | Coppe continentali | Altre coppe | Altre coppe | Altre coppe | Totale | Totale | Totale |
| Stagione            | Squadra             | Comp                | Pres       | Reti       | Comp            | Pres            | Reti            | Comp               | Pres               | Reti               | Comp        | Pres        | Reti        | Pres   | Reti   |        |
| ------------------- | ------------------- | ------------------- | ---------- | ---------- | --------------- | --------------- | --------------- | ------------------ | ------------------ | ------------------ | ----------- | ----------- | ----------- | ------ | ------ | ------ |
| 2015-2016           | Grasshoppers        | SL                  | 0          | 0          | CS              | 1               | 0               | -                  | -                  | -                  | -           | -           | -           | 1      | 0      |        |
| 2016-gen. 2017      | Grasshoppers        | SL                  | 1          | 0          | CS              | 2               | 0               | UEL                | 1                  | 0                  | -           | -           | -           | 4      | 0      |        |
| gen.-giu. 2017      | Sciaffusa           | CL                  | 9          | 0          | CS              | -               | -               | -                  | -                  | -                  | -           | -           | -           | 9      | 0      |        |
| 2017-gen. 2018      | Sciaffusa           | CL                  | 17         | 2          | CS              | 1               | 0               | -                  | -                  | -                  | -           | -           | -           | 18     | 2      |        |
| Totale Sciaffusa    | Totale Sciaffusa    | Totale Sciaffusa    | 26         | 2          |                 | 1               | 0               |                    | -                  | -                  |             | -           | -           | 27     | 2      |        |
| gen.-giu. 2018      | Grasshoppers        | SL                  | 7          | 1          | CS              | 1               | 0               | -                  | -                  | -                  | -           | -           | -           | 8      | 1      |        |
| Totale Grasshoppers | Totale Grasshoppers | Totale Grasshoppers | 8          | 1          |                 | 4               | 0               |                    | 1                  | 0                  |             | -           | -           | 13     | 1      |        |
| Totale carriera     | Totale carriera     | Totale carriera     | 34         | 3          |                 | 5               | 0               |                    | 1                  | 0                  |             | -           | -           | 40     | 3      |        |

### Cronologia presenze e reti in Nazionale
| Cronologia completa delle presenze e delle reti in nazionale ― Svizzera under 21 | Cronologia completa delle presenze e delle reti in nazionale ― Svizzera under 21 | Cronologia completa delle presenze e delle reti in nazionale ― Svizzera under 21 | Cronologia completa delle presenze e delle reti in nazionale ― Svizzera under 21 | Cronologia completa delle presenze e delle reti in nazionale ― Svizzera under 21 | Cronologia completa delle presenze e delle reti in nazionale ― Svizzera under 21 | Cronologia completa delle presenze e delle reti in nazionale ― Svizzera under 21 | Cronologia completa delle presenze e delle reti in nazionale ― Svizzera under 21 |
| Data                                                                             | Città                                                                            | In casa                                                                          | Risultato                                                                        | Ospiti                                                                           | Competizione                                                                     | Reti                                                                             | Note                                                                             |
| -------------------------------------------------------------------------------- | -------------------------------------------------------------------------------- | -------------------------------------------------------------------------------- | -------------------------------------------------------------------------------- | -------------------------------------------------------------------------------- | -------------------------------------------------------------------------------- | -------------------------------------------------------------------------------- | -------------------------------------------------------------------------------- |
| 10-11-2016                                                                       | Marbella                                                                         | Russia under 21                                                                  | 1 – 2                                                                            | Svizzera under 21                                                                | Amichevole                                                                       | -                                                                                |                                                                                  |
| 14-11-2016                                                                       | Marbella                                                                         | Svizzera under 21                                                                | 3 – 2                                                                            | Russia under 21                                                                  | Amichevole                                                                       | -                                                                                |                                                                                  |
| 13-6-2017                                                                        | Bienne                                                                           | Svizzera under 21                                                                | 1 – 0                                                                            | Bosnia ed Erzegovina under 21                                                    | Qual. Europeo Under-21 2019                                                      | -                                                                                | 47’                                                                              |
| 1-9-2017                                                                         | Bienne                                                                           | Svizzera under 21                                                                | 0 – 3                                                                            | Galles under 21                                                                  | Qual. Europeo Under-21 2019                                                      | -                                                                                |                                                                                  |
| 6-10-2017                                                                        | Lugano                                                                           | Svizzera under 21                                                                | 0 – 2                                                                            | Romania under 21                                                                 | Qual. Europeo Under-21 2019                                                      | -                                                                                |                                                                                  |
| Totale                                                                           |                                                                                  | Presenze                                                                         | 5                                                                                |                                                                                  | Reti                                                                             | 0                                                                                |                                                                                  |